# Joan Aiken

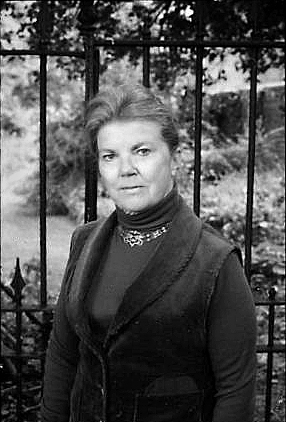
Joan Aiken 1984

Joan Delano Aiken (* 4. September 1924 in Rye, Sussex, England; † 4. Januar 2004 in Petworth, West Sussex) war eine britische Schriftstellerin. Sie schrieb Fantasy- und Mystery-Romane sowie Fantasy-Geschichten für Kinder. In einem Nachruf hieß es über ihre Vorstellungskraft, die sei „an imagination whose extravagance knew no equals in 20th-century children's literature.“

## Leben
Joan Aiken war die Tochter des US-amerikanischen Poeten, Schriftstellers und Pulitzer-Preisträgers Conrad Aiken und der kanadischen Schriftstellerin Jessie McDonald-Aiken.
Bis zu ihrem zwölften Lebensjahr wurde Joan zuhause in Sussex von ihrer Mutter unterrichtet. Anschließend besuchte sie die Wychwood School in Oxford. Sie war ein introvertiertes Kind, das viel las. Sie wuchs mit Büchern von James Thurber, Walter Scott, Charles Dickens, Lew Tolstoi, Jane Austen, den Brontë-Schwestern, Alexandre Dumas, Mark Twain, Edgar Allan Poe und Rudyard Kipling auf. Schon als Kind ließ sie sich von diesen Vorbildern zum Schreiben eigener Geschichten inspirieren.
1941 veröffentlichte Joan Aiken erstmals erfolgreich: die British Broadcasting Corporation (BBC) brachte einige ihrer Geschichten im Kinderprogramm. Aiken arbeitete erst für die BBC, dann für das St. Thomas Hospital und im Londoner Büro der Vereinten Nationen. Die ganze Zeit über schrieb sie Short Stories und Rezensionen, die sie in Argosy, Everywoman, John Bull, Vogue, Good Housekeeping, Housewife, Vanity Fair, New Statesman, Woman's Own, Woman's Journal und History Today veröffentlichte.
1945 heirateten Joan Aiken und der Journalist Ronald George Brown. Der Ehe entstammten zwei Kinder. Ihre Tochter Elizabeth Delano Brown (* 1951 in Tonbridge, Kent, England, UK) wurde später als Erwachsene unter dem Namen Lizza Aiken Mitverfasserin der letzten Bände der Arabel and Mortimer-Buchreihe.
1953 veröffentlichte Joan Aiken unter dem Titel All You've Ever Wanted and Other Stories eine Sammlung ihrer Kurzgeschichten. Als ihr Ehemann an Lungenkrebs erkrankte, unterbrach sie ihr Schreiben bis zu seinem Tod im Jahr 1955. Erst 1963 veröffentlichte sie ihr 1952 begonnenes Buch The Wolves of Willoughby Chase. 1965 wurde sie dafür mit dem Lewis Carroll Shelf Award geehrt, ihr nächstes Buch, Night Fall, erhielt 1972 den „Edgar Allan Poe Award for Juvenile Mystery“.
Joan Aiken verfasste fünf Jane-Austen-Folgeromane.
Von 1976 bis zu seinem Tod 2001 war Joan Aiken in zweiter Ehe mit dem Maler Julius Goldstein (1918–2001), einem gebürtigen New Yorker, verheiratet. 2004 starb sie im Alter von 79 Jahren in ihrem Haus in Sussex.
2017 wurde erstmals der nach der Autorin benannte Joan Aiken Future Classics Prize verliehen, ausgelobt von der traditionsreichen Literaturagentur A. M. Heath in London in Zusammenarbeit mit Lizza Aiken, der Tochter von Joan Aiken und deren Nachlassverwalterin.

## Werke

### ReiheArabel und Mortimer
Arabel's Raven war ursprünglich aufgrund einer Anfrage des BBC-Kinderfernsehformats Jackanory entstanden, sowohl im TV als auch in Buchform wurden diese Kindergeschichten von Joan Aiken ein großer Erfolg. Die Kinderromane um das Mädchen Arabel und den Raben, dem sie den Namen Mortimer gibt und der "Nevermore!" sagen kann (siehe Der Rabe), übertrug Sybil Gräfin Schönfeldt ins Deutsche. Quentin Blake, der im deutschen Sprachraum vor allem durch seine Illustrationen zu Roald Dahls Kindergeschichten bekannt geworden ist, hat die Bände illustriert.
- 1972: Arabels Rabe (Arabel’s Raven) Deutsche Erstausgabe zusammen mit Escaped Black Mamba unter dem Titel Regenwassergasse Nummer sechs 1977, Oetinger, Taschenbuchausgabe bei Fischer (Fischer Schatzinsel 80016)
- 1973: Die entflohene Schwarze Mamba (Arabel and the Escaped Black Mamba/Arabel and Mortimer and the Escaped Black Mamba), deutsche Erstausgabe zusammen mit Arabels Raven unter dem Titel Regenwassergasse Nummer sechs 1977, Oetinger, Taschenbuchausgabe Arabel und die entflohene Schwarze Mamba bei Fischer Taschenbuch (Fischer Schatzinsel 80017), 1994, ISBN 3-596-80017-X
- 1974: Mortimer und die Brottrommel (The Bread Bin / Mortimer’s Bread Bin) Deutsche Erstausgabe zusammen mit Mortmer's Tie unter dem Titel Arabel und Mortimer auf Kreuzfahrt 1978, Oetinger, Fischer Taschenbuch (Fischer Schatzinsel 80038)
- 1976: Mortimers Krawatte (Mortimer's Tie) Deutsche Erstausgabe zusammen mit The Bread Bin unter dem Titel Arabel und Mortimer auf Kreuzfahrt 1978, Oetinger, Taschenbuchausgabe bei Fischer Taschenbuch, 1995 (Fischer Schatzinsel 80039). ISBN 3-596-80039-0
- 1979: Mortimer und das Schwert Excalibur (Mortimer and the Sword Excalibur) Deutsche Erstausgabe 1994, Fischer Taschenbuch (Fischer Schatzinsel 80018)
- 1979: Die Wendeltreppe (The Spiral Stair) Deutsche Erstausgabe 1995, Fischer Taschenbuch (Fischer Schatzinsel 80042)
- 1982: Das Geheimnis um das verschwundene Taxi (Alternativtitel: Das Geheimnis von Mr Jones verschwundenem Taxi) ( The Mystery of Mr. Jones's Disappearing Taxi) Deutsche Erstausgabe zusammen mit Mortimer's Cross unter dem Titel Raben haben keinen Zutritt 1984, Oetinger, Taschenbuchausgabe: Fischer Taschenbuch, 1995. ISBN 3-596-80040-4
- 1982: Ferien mit Mortimer (Mortimer’s Portrait on Glass) Deutsche Erstausgabe Fischer Taschenbuch, 1995 (Fischer Schatzinsel 80043). ISBN 3-596-80043-9
- 1983: Mortimers Kreuz (Mortimer's Cross) Deutsche Erstausgabe zusammen mit The Mystery of Mr. Jones's Disappearing Taxi unter dem Titel Raben haben keinen Zutritt 1984, Oetinger, Taschenbuchausgabe bei Fischer Taschenbuch (Fischer Schatzinsel 80131)
- 1985: A Call from the Joneses
- 1985: Mortimer Says Nothing. Jonathan Cape, London und Harper & Row, New York. Auswahlband in deutscher Übersetzung von Sybil Gräfin Schönfeldt unter dem Titel Rabenspaß in der Regenwassergasse, Hamburg: Oetinger, 1993. ISBN 3-7891-3004-4.
- 1985: Mr. Jones's Rest Cure
- 1985: Arabels Geburtstag (Arabel's Birthday) 1995, Fischer Taschenbuch Verlag (Fischer Schatzinsel 80036). ISBN 3-596-80036-6
- 1992: mit Lizza Aiken: Mortimer and Arabel. BBC, ISBN 0-563-36396-7. 1995, Oetinger
- 1994: mit Lizza Aiken: Mortimer’s Mine. BBC, ISBN 978-0-563-40371-5
- 1995: mit Lizza Aiken: Mayhem in Rumbury

### Felix-Serie
- 1977: Geh, zügle den Sturm (Bridle the Wind) Oetinger, 1979
- 1983: Geh, sattle das Meer (Go Saddle the Sea) Oetinger, 1983
- 1988: Geh, zähme den Berg (Teeth of the Gale) Oetinger, 1988

### SerieDie Wölfe von Willoughby
- 1962: Wölfe ums Schloss (The Wolves of Willoughby Chase) Bertelsmann, 1971
- 1964: Verschwörung auf Schloss Battersea (Black Hearts in Battersea) Bertelsmann, 1972
- 1966: Anschlag auf Nantucket (Nightbirds on Nantucket) Oetinger, 1975 (Unter dem Titel In den Händen der Verschwörer auch 2000 bei Omnibus erschienen)
- 1968: Der flüsternde Berg (The Whispering Mountain) Oetinger, 1972
- 1971: Treffpunkt K (The Cuckoo Tree) Oetinger, 1973 (Unter dem Titel Treffpunkt Kuckucksbaum 2001 auch bei Omnibus erschienen)
- 1981: The Stolen Lake
- 1986: Dido and Pa
- 1992: Die Kinder von Holderness (Is / Is-Underground) Oetinger, 1994
- 1995: Isa und die Schmugglerbande (Cold Shoulder Road) Oetinger, 1996
- 1999: Die Todesklippe von Aratu (Limbo lodge / Dangerous Games) Oetinger, 2000
- 2003: Der Todesruf der Nachtigall (Midwinter Nightingale) Oetinger, 2004
- 2005: Die Hexe von Clatteringshaws (The Witch of Clatteringshaws) Oetinger, 2005

### Fortsetzungen und Komplementärromane zu Jane Austen
- 1984: Mansfield Revisited Fortsetzung von Mansfield Park
- 1990: Jane Fairfax (Jane Fairfax) Fortsetzung von Emma (Diogenes, 1993)
- 1994: Elizas Tochter (Eliza's Daughter) Fortsetzung von Verstand und Gefühl (Diogenes, 1996)
- 1996: Emma Watson (Emma Watson) Vollendung von Die Watsons (Diogenes, 1997)
- 1998: Die jüngste Miss Ward (The Youngest Miss Ward) Fortsetzung von Mansfield Park (Diogenes, 2000)
- 2001: Der Schmuck der Lady Catherine (Lady Catherine’s Necklace) Fortsetzung von Stolz und Vorurteil (Diogenes, 2001)

### Einzeltitel
- 1953: All You've Ever Wanted (19 Fantasy-Erzählungen, einige davon erschienen 1974 bei Oetinger in dem Band Kein Tag wie jeder andere auch in deutscher Sprache) mit den Erzählungen:

| - All You've Ever Wanted - Yes, But Today It's Tuesday - The Ghostly Governess - The Sweet Singeing Choir - Harriet's Birthday Present - Dragon Monday - The Frozen Cuckoo | - The Parrot Pirate Princess - John Sculpin and the Witches - Magic Iron - Cooks and Profecies - The Gardener and the Fork - Musicians out of Work - The King That Stood All Night | - The Brat Who Knew Too Much - The True History of Good King Wenceslas - The Rocking Donkey - The Lobster's Birthday - The Wolves and the Mermaids |

- 1955: More Than You Bargained for (14 Fantasy-Erzählungen, einige davon erschienen 1974 bei Oetinger in dem Band Kein Tag wie jeder andere auch in deutscher Sprache) mit den Erzählungen:

| - More Than You Bargained For - Rocket Full of Pie - Armitage, Armitage, Fly Away Home - Doll's House to Let, mod. con. - Tea at Ravensburgh | - The People in the Castle - Don't Pay the Postman - The Third Wash - Pigeon Cake for Miss Samphire - The Mysterious Barricades | - Nutshells, Seashells - Catch the Christmas Train - Some Music for the Wicked Countess - A Room for the Leaves |

- 1960: Der Zauberschatz von Astalon (The Kingdom and the Cave) Oetinger, 1976 (Kinderbuch)
- 1964: The Silence of Herondale (Roman)
- 1965: The Fortune Hunters (Roman)
- 1966: Das Todesparfüm (USA: Beware of the Bouquet; GB: Trouble with Product X) Heyne, 1973 (Neuübersetzung: Ärger mit Produkt X Diogenes, 1987)(Roman)
- 1967: Hass beginnt Zuhause (GB: Hate begins at Home;USA: Dark Interval) Diogenes, 1988 (Roman)
- 1967: Die Kristallkrähe (GB: The Ribs of Death; USA: The Crystal Crow) Diogenes, 1974 (Roman)
- 1968: Armitage Armitage Fly Away Home (11 Erzählungen von der Armitage-Familie, 4 davon schon in All You've Ever Wanted erschienen). Die restlichen 7 Erzählungen:

| - Prelude - Harriet's Hairloom - The Land of Trees and Heroes | - The Stolen Quince Tree - A Batch of Magic Wands - The Apple of Trouble | - The Serial Garden |

- 1968: Regentropfenkette (A Necklace of Raindrops) mit Jan Pienkowski (Bilderbuch mit 8 Gute-Nacht-Geschichten) Ravensburg Lesen + Freizeit Verlag, 1984. Titel der Geschichten:

| - A Necklace of Raindrops - The Cat Sat on the Mat - There's Some Sky in this Pie | - The Elves in the Shelves - The Baker's Cat - A Bed for the Night | - The Patchwork Quilt |

- 1969: A Small Pinch of Weather (12 Erzählungen, 5 schon in Armitage, Armitage, Fly Away Home erschienen). Die restlichen 7 Titel:
  - A Small Pinch of Weather
  - Broomsticks and Sardines
  - The Boy Who Read Aloud
  - The Cost of Night
  - Smoke from Cromwell's Time
  - The Lilac in the Lake
  - A Leg Full of Rubies
- 1969: The Windscreen Weepers (23 Erzählungen, einige davon in deutscher Sprache unter dem Titel Wie es mir einfällt 1991 bei Diogenes erschienen):
  - Marmelade Wine
  - Belle of the Ball
  - Mrs. Considine
  - Follow my Fancy
  - Dead Language Master
  - A Train Full of War-Lords
  - As Gay as Cheese
  - Cricket
  - Elephant's Ear
  - The Green Flash
  - Island Wedding
  - Minette
  - Mouse Work
  - The Dreamers
  - Jugged Hare
  - Summer by the Sea
  - Sailors' Legends
  - Socksy Boy
  - Pride of the Circle Y
  - Searching for Summer
  - A View of the Heath
  - The Davenport Ballroom
  - The Windscreen Weepers
- 1969: Träume süß, kleine Meggie (Night Fall) (Roman) Herbig, 1978 (Alternativtitel: Die Lady aus Cornwall 1986, Heyne; "Nightfall" 2008, Langen-Müller)
- 1970: Smoke from Cromwell’s Time (14 Erzählungen, 12 davon schon in anderen Erzählungssammlungen erschienen). Die restlichen zwei:
  - The River Boy
  - The Gift Pig
- 1970: Die verschwundene Tante (The Embroidered Sunset) Heyne, 1975 (Neuübersetzung: Der eingerahmte Sonnenuntergang Diogenes, 1986) (Roman)
- 1971: The Kingdom Under the Sea (Bilderbuch mit Illustrationen von Jan Pienkowski) 11 Geschichten:
  - The Kingdom Under the Sea
  - The Imprisoned Queen
  - Baba Yaga's Daughter
  - The Sun-God's Castle
  - The Reed Girl
  - The King Who Declared War on the Animals
  - The Venetian Princess
  - The Pear Tree
  - The Sun's Cousin
  - The Golden-fleeded Ram and the Hundred Elephants
  - The Goose Girl
- 1972: A Harp of Fishbones (14 Erzählungen, 2 schon in Smoke on Cromwell's Time erschienen):
  - A Harp of Fishbones
  - The Boy with the Wolf's Foot
  - Mr. Nutti's Fireplace
  - Hope
  - The Lost Five Minutes
  - The Rose of Puddle Fratrum
  - A Jar of Cobblestones
  - A Long Day Without Water
  - The Prince of Darkness
  - Two Tales of Burnt Porridge
  - Humblepuppy
  - The Dark Streets of Kimball's Green
- 1972: Die Insel des Schreckens (GB: The Butterfly Picnic; USA: A Cluster of Separate Sparks) Heyne, 1976 (Roman)
- 1972: Schatten des Unheils (Died on a Rainy Sunday) Heyne, 1975 (Neuübersetzung: Tote reden nicht vom Wetter) Diogenes, 1986
- 1972: Winterthing (Drama)
- 1973: The Mooncusser's Daughter (Drama)
- 1974: Mitternacht ist ein Ort (Midnight Is A Place) Diogenes, 1994 (Roman)
- 1975: Stimmen in einem leeren Haus (Voices in an empty House) Diogenes, 1994 (Roman)
- 1976: Castle Barebane (Roman)
- 1976: The Skin Spinners (Gedichtband)
- 1976: Ein Kichern in der Luft (A Bundle of Nerves) Oetinger, 1984 (19 Erzählungen, 6 schon in The Windscreen Weepers erschienen)
  - The Man Who Had Seen the Rope Trick
  - Do you Dig Grieg
  - Five Green Moons
  - Smell
  - Furry Night
  - Sultan' Splash
  - A Set For Every Sheep
  - Our Feathered Friends
  - Postman's Knock
  - The Cold Flame
  - Lodging for the Night
  - Safe and Soundproof
  - Sonata for Harp and Bycicle
- 1977 The Faithless Lollybird (14 Fantasy Erzählungen):
  - Moonshine in the Mustard Pot
  - The Cat Who Lived in a Drainpipe
  - A Handful of Dark-Blue Fur
  - The Night the Stars Were Gone
  - The Faithless Lollybird
  - Kiss Your Hand to the Magpie
  - The Looking-Glass Tree
  - The Dodge's Ring
  - Memory
  - The Man Who Pinched God's Letter
  - Crusader's Toby
  - A Tray of Tea
  - The Rain Child
  - Cat's Cradle
- 1977: Die Fünf-Minuten-Ehe (The Five-Minute Marriage) Diogenes, 1993 (Roman)
- 1977: Der letzte Satz (Last Movement) Diogenes, 1989 (Roman)
- 1977: The Far Forests (15 Erzählungen, 4 davon in keinem Erzählungsband davor)Einige davon in deutscher Sprache unter dem Titel "Wie es mir einfällt" 1991 bei Diogenes erschienen
  - The Far Forests
  - The Story About Caruso
  - The Rented Swan
  - A Taxi to Solitude
- 1978: Das Lächeln des Fremden (The Smile of the Stranger) Heyne, 1980 (Roman)
- 1978: Mr. Mendelson & Co (Mice and Mendelson) Oetinger, 1987 (Bilderbuch, illustriert von Babette Cole, 7 Geschichten):
  - The Bag of Time
  - Mr. Mendelsohn Goes Backwards
  - Pastry in the Sky
  - Managing without the Moon
  - The Fiery Christmas Tree
  - Looking after Rosa
  - Mr. Mendelsohn Learns to Fly
- 1978 Tale of a One Way Street (Bilderbuch, illustriert von Jan Pienkowski, 8 Geschichten)
  - Tale of a One-Way Street
  - The Lions
  - Bridget's Hat
  - The Goodbye Song
  - The Queen of the Moon
  - Clean Sheets
  - The Alarm Cook
  - The Tractor, the Duck and the Drum
- 1978: Street (Drama)
- 1979: Ein Hauch von Frost (A Touch of Chill) Oetinger, 1981 (15 Erzählungen, 10 in deutscher Version, jeweils 7 unterschiedliche Erzählungen in britischer und amerikanischer Version, insgesamt 22 Erzählungen, 15 davon in keinem vorhergehenden Erzählungsband)
  - Lodgers
  - He
  - The Sawenee Glide
  - Listening
  - Time to Laugh
  - Power-out
  - Who Goes Down this Dark Road
  - A Game of Black and White
  - The Companion
  - The Helper
  - The Cat Flap and the Apple Pie
  - She Was Afraid of Upstairs
  - The Birthday Party
  - Mousework
  - A Long Way to Swim
- 1980: Fanny und Scylla (GB: The Lightning Tree; USA: The Weeping Ash) Diogenes, 1990 (Roman)
- 1980: Schattengäste (The Shadow Guests) Diogenes, 1990 (Roman)
- 1982: Das Mädchen aus Paris (USA: The Girl from Paris; GB: The Young Lady from Paris) Diogenes, 1985 (Roman)
- 1982: The Way to Write for Children (Sachbuch)
- 1982: Ein Raunen in der Nacht (A Whisper in the Night) Oetinger, 1983 (13 Erzählungen, 9 in deutscher Version, jeweils 6 unterschiedliche Erzählungen in britischer und amerikanischer Version, insgesamt 19 Erzählungen, 16 davon in keinem vorhergehenden Erzählungsband)
  - Old Fillikin
  - Miss Spitfire
  - Finders Keeper
  - The Hunchback of Brook Green
  - Mrs. Chatterbox
  - The Swan Child
  - Merminster
  - The Black Cliffs
  - Sultan: a Friend
  - Hanging Matter
  - Picnic Area
  - Lob's Girl
  - The Windowbox Waltz
  - Two Races
  - Snow Horse
  - Homer's Whistle
  - The Last Specimen
- 1983: Die Party-Köchin (Foul Matter) Diogenes, 1996 (Roman)
- 1983: Prinz Koriander und die Trolle aus der Tiefkühltruhe (The Kitchen Warriors) Diogenes, 1998 (Bilderbuch, illustriert von Jo Worth, 5 Geschichten)
  - Prince Coriander's Return
  - The Cat Mistigris
  - The Nixie's Rescue
  - The Furnace Dragon
  - The Kelpies' Bowl
- 1984: Up The Chimney Down (15 Erzählungen, 12 davon in keinem vorherigen Erzählungsband)
  - The Last Chimney Cuckoo
  - Mrs. Hooting's Legacy
  - The Gift Giving
  - The Dog on the Roof
  - The Missing Heir
  - Up the Chimney Down
  - Christmas at Troy
  - The Midnight Rose
  - The Happiest Sheep in London
  - The Fire Dogs
  - A Portable Elephant
  - Potter's Gray
- 1984: Fog Hounds, Wind Cat, Sea Mice (Bilderbuch mit den 3 Titelgeschichten)
- 1985: Das letzte Stück vom Regenbogen (The Last Slice of the Rainbow) Diogenes, 1987 (Bilderbuch, illustriert von Margaret Walty, 9 Geschichten)
  - The Last Slice of Rainbow
  - Clem's Dream
  - A Leaf in the Shape of a Key
  - The Queen with Screaming Hair
  - The Tree that Loved a Girl
  - Lost – One Pair of Legs
  - The Voice in the Shell
  - The Spider in the Bath
  - Think a Word
- 1986: Past Eight O'Clock (Bilderbuch, Ill.: Jan Pienkowski)8 Geschichten
  - Past Eight O'Clock
  - Your Cradle is Green
  - Pappa's Going to Buy You a Mockingbird
  - Bye, Baby Bunting
  - Oh Can Ye Sew Cushions
  - Lullay Lulla
  - Hushabye Baby on the Tree Top
  - Four Angels to my Bed
- 1987: Du bist Ich – Die Geschichte einer Täuschung (USA: Deception, GB: If I Were You)Diogenes, 1989 (Roman)
- 1987: Tim, der Mond und das Ungeheuer (The Moon's Revenge) Oetinger, 1988 (Bilderbuch, Ill.: Alan Lee)
- 1987: Der Geist von Lamb House (The Haunting of Lamb House) Diogenes, 1995 (Roman)
- 1987: A Goose on Your Grave (11 Erzählungen, 6 in noch keinem vorherigen Band erschienen)
  - Your Mind is a Mirror
  - Wing Quack Flag
  - The Old Poet
  - The Lame King
  - The Blades
  - Aunt Susan
- 1988: The Earl King's Daughter (Roman)
- 1988: Voices (USA: Return to Harken House) Roman
- 1989: Angst und Bangen (Blackground) Diogenes, 1991 (Roman)
- 1989: Conrad Aiken Remembered (Sachbuch, Biographie des Vaters, mit John und Jane Aiken)
- 1989: A Foot in the Grave (8 Erzählungen)
  - Cold Harbour
  - Movable Eyes
  - Beezlebub's Baby
  - A Foot in the Grave
  - Light Work
  - An Ill Wind
  - Bindweed
  - Amberland
- 1989: Give Yourself a Fright (13 Erzählungen, 8 davon in keinem vorherigen Erzählband)
  - Do Not Alight Here
  - The Jealous Apprentice
  - A Ryme for Silver
  - The Ill Matured Muse
  - The End of Silence
  - The King of Nowhere
  - Find Me
  - Give Yourself a Fright
- 1990: A Fit of Shivers (10 Erzählungen)
  - Number Four, Bowstring Lane
  - Earrings
  - An L-Shaped Grave
  - Something
  - Birthday Gifts
  - The Rose-Garden Dream
  - Watkyn, Comma
  - The Shrieking Door
  - Cousin Alice
  - The Legacy
- 1991: Der Winterschlafwandler (The Winter Sleepwalker) Diogenes, 2000(Fantasy-Bilderbuch) 8 Stories:
  - Over the Clody Mountains
  - Blazing Shadows
  - Melusina
  - A Basket of Water
  - The Liquorice Tree
  - Furious Hill
  - The Winter Sleepwalker
  - Catch a Falling Word
- 1991: The Shoemaker’s Boy (Roman)
- 1992: Anderland (Morningquest) Diogenes, 1994 (Roman)
- 1993: The Midnight Moropus (Roman)
- 1993: A Creepy Company (13 Erzählungen, 10 in noch keinem vorherigen Erzählband)
  - Dead Men's Lane
  - My Disability
  - Toomie
  - They have find out
  - Little Nym
  - The Traitor
  - Die from Day to Day
  - Fastness of Light
  - The Thing in Waiting
  - The Ferry
- 1996: The Cockatrice Boys (Roman/Jugendbuch)
- 1997: The Jewel Seed (Roman)
- 1998: Moon Cake (14 Erzählungen, 13 in keinem anderen Erzählungsband veröffentlicht)
  - Moon Cake
  - Barmkins Are Best
  - The Feather and the Page
  - Hot Water
  - The Green Arches
  - Hatching Trouble
  - Milo's New World
  - The Mysterious Meadow
  - Petticoat Palm
  - The World Next Door
  - The Silver Cup
  - The King of the Forest
  - Wheelbarrow Castle
- 2000: Helena and the Wild Man (Bilderbuch)
- 2000: Serve Me Stefan (Bilderbuch)
- 2000: Wise Girl (Bilderbuch)
- 2001: In Thunder's Dream (Roman, erstes Buch aus St. Ives)
- 2001: Song of Mat and Ben (Roman, zweites Buch aus St. Ives)
- 2002: Der Schrei (The Scream) dtv, 2003 (Roman)
- 2002: Ghostly Beasts (Bereits in anderen Bänden veröffentlichte Erzählungen und Gedichte, illustriert von Amanda Harvey)
- 2002: Bone And Dream (Roman, drittes Buch aus St. Ives)
- 2002: Snow White and the Seven Dwarfs (Bilderbuch, ill. von Belinda Downes)
- 2004: The Wooden Dragon (Bilderbuch, Ill.: Bee Willey)

## Auszeichnungen
- 1965: Lewis Carroll Shelf Award (für Wölfe ums Schloss)
- 1969: Guardian Children's Book Award (für Der flüsternde Berg)
- 1972: Mystery Writers of America Edgar's Award for Best Children's Mystery of the Year (für Tote reden nicht vom Wetter)
- 1978: Auswahlliste für den Deutschen Jugendliteraturpreis (für Regenwassergasse Nummer sechs)
- 1982: Auswahlliste für den Deutschen Jugendliteraturpreis (für Ein Hauch von Frost)
- 1999: Ernennung zum Member of the British Empire (MBE) (für ihre Verdienste um die Kinder- und Jugendliteratur)

## Verfilmungen
- Mort un dimanche de pluie / Mord an einem regnerischen Sonntag (F/CH 1986), Regie: Joel Santoni
- The Wolves of Willoughby Chase / Die Wölfe von Willoby (UK 1989), Regie: Stuart Orme
- Black Hearts in Battersea (UK 1995f), TV-Serie, Regie: David Bell